# Karin Palgutová
Karin Palgutová (* 12. Februar 1993 in Bratislava) ist eine slowakische Volleyballspielerin.

## Leben
Karin Palgutová kam in der slowakischen Hauptstadt Bratislava zur Welt. Ihr Vater ist der Volleyballtrainer Miroslav Palgut. Ihr älterer Bruder Filip Palgut betreibt ebenfalls professionell Volleyball.
Sie besuchte in ihrer Heimatstadt das Gymnázium Bilíkova und studierte nach ihrem erfolgreichen Schulabschluss zwischen 2012 und 2015 an der St. John’s University in der US-amerikanischen Stadt New York.

## Karriere

### Vereinskarriere
Karin Palgutová begann ihre Volleyballkarriere in ihrer Heimatstadt beim ŠŠK Bilíkova Bratislava und wechselte zur Saison 2009/10 innerhalb der Stadt zu Doprastav Bratislava. Für diese Mannschaft spielte sie bis zur Saison 2011/12. Nachdem sie bereits mit ihrem Team in der Saison 2010/11 den slowakischen Pokal gewinnen konnte, wurden sie im darauffolgenden Jahr Doublesieger, indem sie sowohl den Pokal als auch die Meisterschaft gewannen. Nach diesem Erfolg verließ Karin Palgutová die Slowakei und ging zum Studieren in die USA und spielte für die St. John’s Red Storm, die Sportabteilung ihrer Universität, Volleyball in der NCAA. Nach ihrem Studium kehrte sie nach Europa zurück und schloss sich zur Saison 2016/17 in der Schweiz Volley Lugano an. Nach nur einer Saison verließ sie den Verein wieder und wechselte nach Frankreich. Dort spielte sie erst zwei Spielzeiten für Quimper Volley 29 und dann zwei Spielzeiten für Vandoeuvre Nancy Volley-Ball. Zur Saison 2021/22 schloss sie sich Volero Le Cannet an und konnte mit ihrer neuen Mannschaft sowohl die französische Meisterschaft als auch den französischen Pokal gewinnen.
Nach dieser erfolgreichen Saison verließ sie die Mannschaft aus Le Cannet und wechselte innerhalb der Liga zur Mannschaft von Paris Saint-Cloud. Durch den dritten Platz in der Saison 2022/23 qualifizierte sich Karin Palgutová mit ihrer Mannschaft für den CEV-Pokal 2023/24 und konnte sich dort bis in das Halbfinale spielen, wo sie gegen die Fenera Chieri ausschied. Zudem gewann sie mit der Mannschaft aus Paris den französischen Meistertitel. Nach der Saison verließ sie Frankreich und schloss sich der neuen US-amerikanischen Liga LOVB an, wo sie dem Team aus Houston zugeteilt wurde.

### Nationalmannschaftskarriere
Nachdem sie bereits im Jugend- und Juniorenbereich für die Slowakei international aktiv gewesen war, wurde sie auch Bestandteil der slowakische Nationalmannschaft und nahm mit dieser unter anderem an der Volleyball-Europameisterschaft 2019, bei welcher die slowakische Gruppe sowie das slowakische Achtelfinale als auch ein anderes Halbfinale in Bratislava ausgetragen wurde. Schlussendlich belegte Karin Palgutová dort mit ihrer Mannschaft den 12. Platz. Bisher hat sie insgesamt 104 Spiele (Stand: 2024) für die Slowakei absolviert.

## Auszeichnung
Am 14. Mai 2023 wurde Karin Palgutová in ihrer Heimatstadt von der Slovenská volejbalová federácia als beste Volleyballerin des Jahres 2022 ausgezeichnet. Sie erhielt bei der Wahl insgesamt 103 Stimmen und setzte sich gegen Karolína Fričová und Lenka Ovečková durch. Ein Jahr später erhielt sie am 12. Mai 2024 erneut diese Auszeichnung. Diesmal erhielt sie insgesamt 133 Stimmen und setzte sich damit gegen Barbora Koseková und Karin Šunderlíková durch.